# Plagioporus siliculus
Plagioporus siliculus är en plattmaskart. Plagioporus siliculus ingår i släktet Plagioporus och familjen Opecoelidae. Inga underarter finns listade i Catalogue of Life.